# Heinrich von Bünau (General, 1789)
Heinrich von Bünau (* 6. April 1789 in Guttentag; † 11. Mai 1864 in Berlin) war ein preußischer Generalmajor.

## Leben

### Herkunft
Heinrich von Bünau entstammte dem Ast Weesenstein des vogtländischen Uradelsgeschlecht derer von Bünau. Er war der Sohn des gleichnamigen Leutnants a. D. (* 1757; † 1817) und dessen Ehefrau Philippine, geborene von Stümer.

### Militärkarriere
Bünau war vom 10. August 1803 bis 28. Dezember 1806 Kadett in Berlin und wurde anschließend als Fähnrich dem 3. Ostpreußischen Reservebataillon der Preußischen Armee überwiesen. Während des Vierten Koalitionskrieges war er 1807 bei der erfolgreichen Verteidigung der Festung Graudenz. Am 29. Oktober 1810 wurde Bünau mit Patent vom 23. Januar 1808 zum Sekondeleutnant befördert. Ende Juni 1812 kam er zum 3. Ostpreußischen Infanterieregiment Nr. 4, mit dem er sich während der Befreiungskriege 1813/15 an den Kämpfen bei Möckern, Halle, Luckau, Hoyerswerda, Antwerpen, Compiègne, Crépy, dem Sturm auf Arnheim sowie den Schlachten bei Großbeeren, Dennewitz, Leipzig, Ligny und Belle-Alliance beteiligte. Außerdem nahm Bünau an den Belagerungen der Festung Mainz und Gorkum teil. Bis Kriegsende war er bis zum Kapitän und Kompaniechef aufgestiegen. Für seine Leistungen wurde er mit beiden Klassen des Eisernen Kreuzes sowie mit dem Russischen Orden des Heiligen Wladimir IV. Klasse ausgezeichnet.
Am 30. Mai 1831 folgte seine Beförderung zum Major und seine Ernennung zum Kommandeur des III. Bataillons des 28. Landwehrregiments. Neun Jahre später versetzte man ihn zum 38. Infanterieregiment und beförderte Bünau am 14. September 1841 zum Oberstleutnant. Als solcher wurde er am 11. August 1842 mit der Führung des 40. Infanterieregiments beauftragt. Bünau wurde schließlich kurz darauf zum Regimentskommandeur ernannt sowie am 30. März 1844 zum Oberst befördert. Am 22. September 1847 bewilligte man unter Verleihung des Charakters als Generalmajor und Pension seinen Abschied.
Er verstarb in Berlin und wurde am 14. Mai 1864 auf dem Garnisonfriedhof Hasenheide beigesetzt.

### Familie
Bünau verheiratete sich am 24. März 1833 in Gatersleben mit Karoline Auguste Eggeling (* 3. März 1813 in Alt-Gatersleben; † 21. Januar 1898 in Charlottenburg). Aus der Ehe gingen folgende Kinder hervor:
- Henriette (* 12. Februar 1834) ⚭ Hermann von Gauvin († 26. April 1889), preußischer Major
- Rudolf (* 16. September 1835 in Siegburg; † 5. Oktober 1912 in Dresden), preußischer Major a. D. ⚭ 1872 Agness Eggeling (* 9. Juli 1852)
- Günther (* 29. Dezember 1836 in Siegburg; † 13. Februar 1878 in Görlitz) preußischer Hauptmann
- Heinrich (* 30. Mai 1841 in Mainz; † 15. März 1910 in Berlin-Lichterfelde), preußischer Oberst a. D.

⚭ 1872 (Scheidung April 1880) Helene Karoline Luise Adolphine von Ditmar (* 30. November 1852)
⚭ Hedwig Ackermann (* 19. Oktober 1855)
- Elisabeth (* 29. Dezember 1842 in Mainz)